# West-Cappel
West-Cappel é uma comuna francesa na região administrativa de Altos da França, no departamento do Norte. Estende-se por uma área de 7.57 km². Em 2010 a comuna tinha 646 habitantes (densidade: 85,3 hab./km²).